# The Afghan Whigs
The Afghan Whigs es un grupo musical de Cincinnati, Estados Unidos. Su estilo ha sido calificado como rock alternativo con toques de soul. Durante su andadura en la década de los 90 tuvieron un éxito moderado y han sido considerados como «una de las más aclamadas» bandas alternativas de los 90. Cuentan con nueve álbumes de estudio y un puñado de singles y EP.

## Historia
Greg Dulli (voz, guitarra rítmica), John Curley (bajo), Rick McCollum (guitarra solista) y Steve Earle (batería, no confundir con Steve Earle) formaron la banda en Cincinnati en 1986. Su nombre proviene de una banda de motoristas afroamericanos de los años setenta que se declaraban pacifistas y musulmanes. Su álbum de debut, Big Top Halloween lo editó en 1988 la discográfica independiente Ultrasuede (propiedad de Curley). Realizaron su primera gira por Estados Unidos, en la que comenzaron las peleas internas.
En 1989 la banda firmó con Sub Pop, siendo la primera banda de fuera de Seattle fichada por el sello. En 1990 apareció Up In It (con el que realizaron su primera gira europea), seguido en 1992 de su aclamado Congregation y Uptown Avondale, un EP de versiones de clásicos del soul y el rhythm and blues. Sus primeros trabajos estaban más cercanos al dominante sonido grunge, del que Sub Pop era una de las principales escuderías, pero los sonidos soul y Motown están muy presentes y comienzan a despuntar en sus composiciones.
Precisamente, el auge del grunge y el gran éxito de Nirvana hicieron que las grandes compañías de música buscasen sus propios grupos grunge. Los Whigs, a través de Sub Pop, llegaron a un acuerdo con la multinacional Elektra, con la que editaron su álbum más aclamado, Gentlemen (1993), que, no obstante, no les dio el éxito que esperaban, aun con canciones como «Debonair» o «Gentlemen».
Los Afghan Whigs siempre trataron de quitarse de encima la imagen de «banda de grunge», etiqueta, por otro lado, que sólo les correspondía por la época y la compañía en la que se dieron a conocer. Para ello realizaron una labor de imagen inusual en los grupos de la época: cuidadas portadas, vídeos exquisitos (Dulli comenzó su carrera artística como cineasta) y aparecían en conciertos y fotos promocionales impecablemente vestidos.
En los siguientes años, los problemas internos entre los miembros de la banda se fueron agudizando, interfiriendo con la grabación de nuevo material o las giras (entre 1994 y 2001 tan sólo grabaron dos álbumes más, Black Love en 1996 y 1965 en 1998).
Después de la gira estadounidense de 1994, Steve Earle abandonó la banda. El grupo se dispersó y cada miembro se dedicó a otros proyectos. Greg Dulli fue el cantante principal de la Backbeat Band (supergrupo que grabó la banda sonora de la película sobre los Beatles Backbeat) y estuvo produciendo a algunos grupos. Por otro lado, John Curley abrió su propio estudio de grabación.
En 1995 entraron a grabar con un nuevo batería: Paul Buchignani. Black Love fue un fracaso comercial (que no de crítica), lo que hizo que el grupo rompiese con Elektra al entender que la campaña de promoción no había sido todo lo buena que debía ser.
En 1996, gracias a que Dulli produjo la banda sonora de la película Beautiful Girls (dirigida por su amigo Ted Demme), los Afghan Whigs aparecieron en la misma como la banda que toca en el bar. Además, contribuyeron a la banda sonora con dos versiones: «Be for real» (de Frederick Knight) y «Can't get enough of your love, babe» (de Barry White)
Debido a su rotura con Elektra, la banda comenzó a grabar nuevo material en 1998 (con Michael Horrigan a la batería) que se costearon ellos mismos. Grabaron el material en Nueva Orleans y fue lanzado con el nombre de 1965 por la discográfica Columbia Records. El disco fue nuevamente aclamado por la crítica especializada, pero, de nuevo, las ventas no acompañaron las expectativas creadas.
En febrero de 2001, después de una gira internacional, la banda se disolvió, en parte debido a que cada miembro vivía en un lugar diferente y en parte al cansancio de la búsqueda de una fama que no llegó sino en círculos muy reducidos.

### Proyectos actuales
Greg Dulli se encuentra al frente de The Twilight Singers, John Curley toca el bajo en The Staggering Statistics y Rick McCollum es el líder (guitarrista, cantante y compositor) de Moon Maan
y The Gutter Twins, banda conformada por Mark Lanegan (Screaming Trees, Queens of the Stone Age) y Greg Dulli (ex Afghan Whigs) publicaron su primer disco en marzo de 2008.

## Miembros
- Greg Dulli - voz, guitarra rítmica.
- John Curley - bajo.
- Rick McCollum - guitarra solista.
- Steve Earle (1986-1995) - batería.
- Paul Buchignani (1995-1998) - batería.
- Michael Horrigan (1998-2001) - batería.

## Discografía

### Álbumes
- Big Top Halloween  (Ultrasuede, 1988)
- Up in It  (Sub Pop, 1990)
- Congregation  (Sub Pop, 1992)
- Gentlemen (Elektra, 1993)
- Black Love (Elektra, 1996)
- 1965 (Columbia, 1998)
- Unbreakable (A Retrospective) (Elektra/Rhino, 2007)
- Do to the Beast (Sub Pop, 2014)
- In Spades (Sub Pop, 2017)
- How Do You Burn 2022

### Singles y EP
- «I Am the Sticks» / «White Trash Party» (Sub Pop, 1989). 7".
- «Retarded» (Sub Pop, 1990)
- «Sister Brother» / «Hey Cuz» (Sub Pop, 1990). 7".
- «My World Is Empty Without You» (Sub Pop, 1991)
- «Turn On The Water» (Sub Pop, 1992)
- «Conjure Me» (Sub Pop, 1992)
- Uptown Avondale (Sub Pop, 1992). EP.
- «Debonair» (Blast First, 1993).
- «Gentlemen»" (Blast First, 1993)
- What Jail Is Like (Sub Pop, 1994). EP.
- «The B-Sides» / «The Conversaion» (Sub Pop, 1994). 7".
- Honky's Ladder (Elektra Records/Mute Records, 1996). EP.
- Bonnie & Clyde (Elektra, 1996). EP.
- «Going To Town» (Mute Records, 1996)
- Live at Howlin' Wolf, New Orleans (Elektra, 1997). EP en directo.
- «Somethin' Hot» (Columbia, 1998)
- «Historectomy» (Columbia, 1998)
- «66» (Columbia Records, 1999)

### Grabaciones piratas
- Debonair Gentlemen. June 6 1993. Passage de Nord Ovest (Alley Kat, 1993).
- Black Soul Gentlemen. 1994, Europe (Octopus, 1994).